# Jimbura
Jimbura ist eine Ortschaft und eine Parroquia rural („ländliches Kirchspiel“) im Kanton Espíndola der ecuadorianischen Provinz Loja. Die Parroquia besitzt eine Fläche von 96,48 km². Die Einwohnerzahl lag im Jahr 2010 bei 2316.

## Lage
Die Parroquia Jimbura liegt in den Anden im äußersten Süden von Ecuador an der peruanischen Grenze. Der Río Espíndola, linker Quellfluss des Río Macará, fließt entlang der westlichen Verwaltungsgrenze nach Norden. Entlang der nördlichen Verwaltungsgrenze fließt dessen Nebenfluss Río Amaluza nach Westen. Der Río Sanambay begrenzt das Areal im Osten. Der 2150 m hoch gelegene Ort Jimbura befindet sich nahe der peruanischen Grenze 6,7 km südwestlich des Kantonshauptortes Amaluza.
Die Parroquia Jimbura grenzt im Westen an Peru, im Norden an die Parroquia Bellavista, im Osten an die Parroquia Amaluza, im Südosten und im Süden an die Provinz Zamora Chinchipe mit den Parroquias Palanda (Kanton Palanda) und San Andrés (Kanton Chinchipe).

## Ökologie
Der Süden der Parroquia liegt im Nationalpark Yacurí.

## Geschichte
Die Parroquia Jimbura wurde am 24. April 1947 gegründet.